# Brothers Keepers

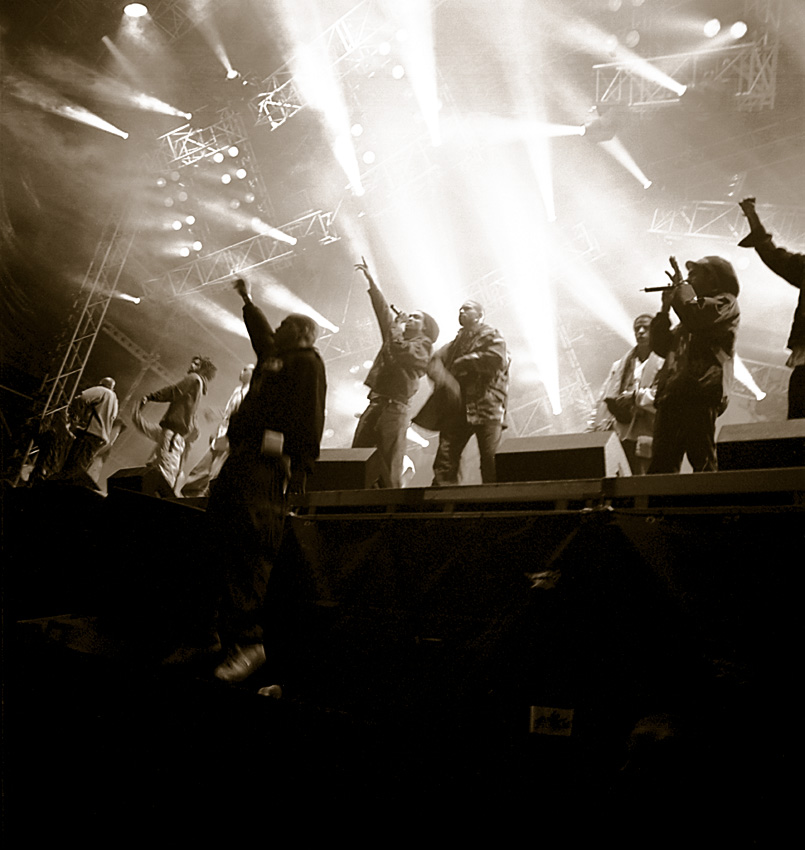
Brothers Keepers beim Splash Festival (2000)

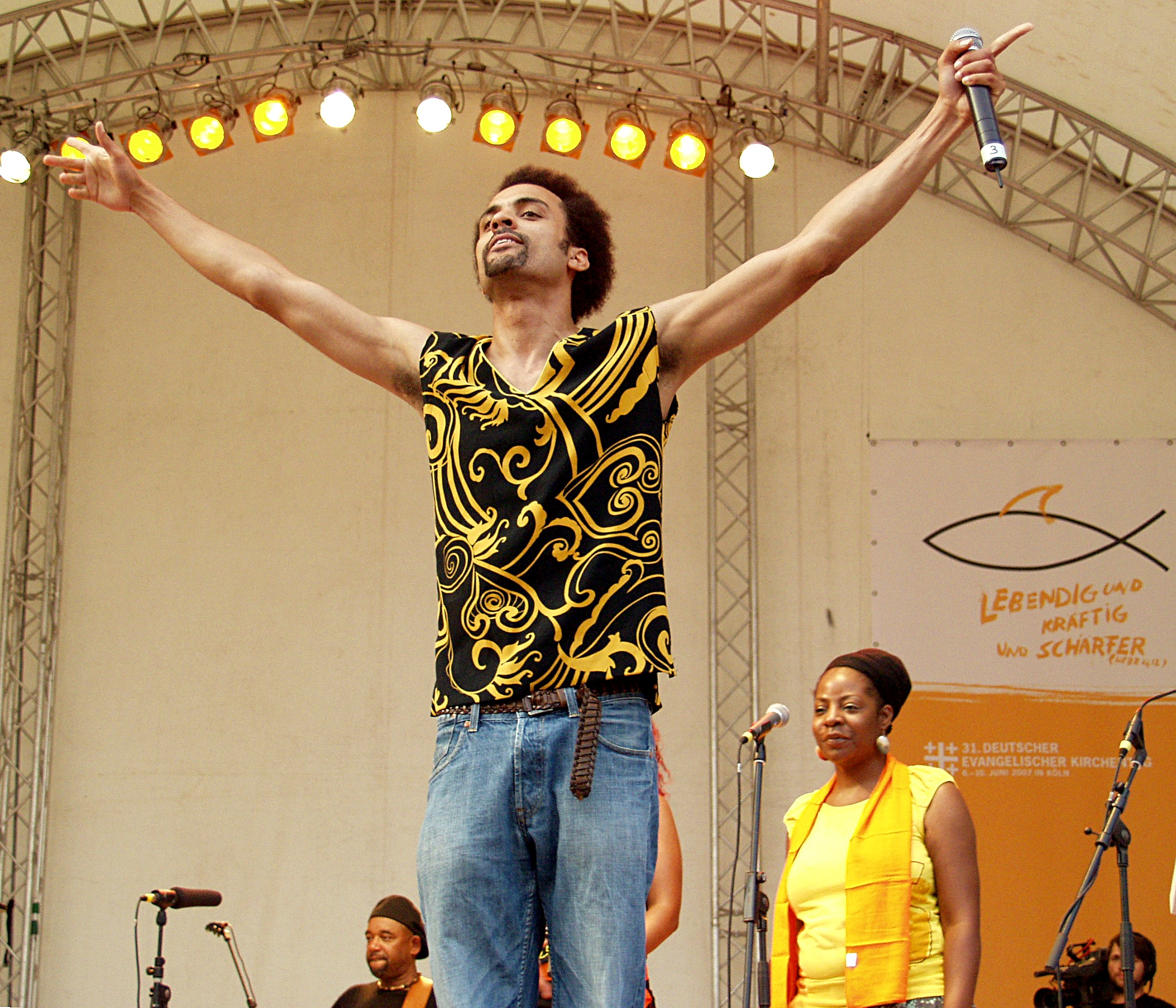
Auftritt auf dem Deutschen Evangelischen Kirchentag 2007 in Köln

Brothers Keepers war ein Zusammenschluss von hauptsächlich afrodeutschen Soul-, Hip-Hop- und Reggaekünstlern sowie eine Initiative gegen Rassismus und Fremdenhass. Der eingetragene Verein hatte im März 2010 achtzig Mitglieder, darunter Xavier Naidoo, Adé Bantu, Samy Deluxe, Afrob, D-Flame, Chima, Denyo 77, Ebony Prince, Germ, Patrice Bart-Williams, Ono Ngcala, Eased von Seeed, Don Abi, Gentleman, Nosliw, Sékou, Toni-L, Torch, Tyron Ricketts, Such a Surge, Ziggy Marley, Tre The Boy Wonder, Joachim Deutschland, Jah Meek, Youssou N’Dour und UB40. Der Verein ist nicht mehr aktiv.

## Geschichte
Brothers Keepers wurde 2000 von Adé Bantu zusammen mit Torch und D-Flame gegründet, als Reaktion auf einen Anstieg des Rechtsextremismus in der Bundesrepublik Deutschland seit Ende der 1990er Jahre. Mit dem Verein wollten die Gründer auf die noch immer gefährliche und angespannte Situation von Migranten in Deutschland aufmerksam machen. Die Erlöse der Konzerte wurden genutzt, um den Opfern rechtsextremer Gewalt und ihren Familien zu helfen. Außerdem wurden mit dem Geld Initiativen gegen Rechtsextremismus in Deutschland unterstützt. 2001 erschien ihre bekannteste Single Adriano (Letzte Warnung). Hintergrund des Songs ist der Todesfall von Alberto Adriano, der 2000 in Dessau von Neonazis zusammengeschlagen wurde und drei Tage nach der Tat seinen Verletzungen erlag.
2002 unternahm der Verein eine erste Konzerttour durch ostdeutsche Schulen in Berlin, Rostock-Lichtenhagen, Ludwigslust, Pirna und Prenzlau. Nach eigenen Aussagen waren die Musiker schockiert von der Gleichgültigkeit, mit der Jugendliche dem Rechtsextremismus entgegentraten, und der hohen Anzahl von Mitläufern.
Auch unabhängig von Konzerten war der Verein gegen Rechtsextremismus aktiv. Beispielsweise organisierte er 2005 zusammen mit der Amadeu Antonio Stiftung einen Demonstrationszug gegen Neonazis durch das Berliner Scheunenviertel, der von vielen weiteren Künstlern unterstützt wurde. Das Scheunenviertel war bis in die 1930er Jahre das jüdische Viertel Berlins.
2007 suchte die Band nach neuen Möglichkeiten, ihre Botschaft zu verbreiten. Somit entstand der Dokumentarfilm Yes, I Am!, welcher Sven Halfar Ade, D-FLAME und Mamadee porträtiert.

## Diskografie

### Studioalben
| Jahr | Titel                     | Höchstplatzierung, Gesamtwochen, AuszeichnungChartplatzierungen (Jahr, Titel, Platzierungen, Wochen, Auszeichnungen, Anmerkungen) | Höchstplatzierung, Gesamtwochen, AuszeichnungChartplatzierungen (Jahr, Titel, Platzierungen, Wochen, Auszeichnungen, Anmerkungen) | Höchstplatzierung, Gesamtwochen, AuszeichnungChartplatzierungen (Jahr, Titel, Platzierungen, Wochen, Auszeichnungen, Anmerkungen) | Anmerkungen                                                |
| Jahr | Titel                     | DE | AT | CH | Anmerkungen                                                |
| ---- | ------------------------- | --- | --- | --- | ---------------------------------------------------------- |
| 2001 | Lightkultur               | DE59 (5 Wo.)DE | — | — | Erstveröffentlichung: 3. Dezember 2001 mit Sisters Keepers |
| 2005 | Am I My Brother’s Keeper? | DE22 (5 Wo.)DE | AT75 (1 Wo.)AT | CH43 (4 Wo.)CH | Erstveröffentlichung: 24. April 2005                       |

### Singles
| Jahr | Titel Album                                  | Höchstplatzierung, Gesamtwochen, AuszeichnungChartplatzierungen (Jahr, Titel, Album, Platzierungen, Wochen, Auszeichnungen, Anmerkungen) | Höchstplatzierung, Gesamtwochen, AuszeichnungChartplatzierungen (Jahr, Titel, Album, Platzierungen, Wochen, Auszeichnungen, Anmerkungen) | Höchstplatzierung, Gesamtwochen, AuszeichnungChartplatzierungen (Jahr, Titel, Album, Platzierungen, Wochen, Auszeichnungen, Anmerkungen) | Anmerkungen                                            |
| Jahr | Titel Album                                  | DE | AT | CH | Anmerkungen                                            |
| ---- | -------------------------------------------- | --- | --- | --- | ------------------------------------------------------ |
| 2001 | Adriano (Letzte Warnung) Lightkultur         | DE5 Gold · (13 Wo.)DE | AT13 (15 Wo.)AT | CH19 (14 Wo.)CH | Erstveröffentlichung: 2. Juli 2001 Verkäufe: + 250.000 |
| 2005 | Bereit Am I My Brother’s Keeper?             | DE39 (9 Wo.)DE | AT73 (1 Wo.)AT | CH35 (6 Wo.)CH | Erstveröffentlichung: 3. April 2005                    |
| 2005 | Will We Ever Know? Am I My Brother’s Keeper? | DE83 (2 Wo.)DE | — | — | Erstveröffentlichung: 25. Juli 2005                    |

### Videoalben
| Jahr | Titel Musiklabel      | Anmerkungen                             |
| ---- | --------------------- | --------------------------------------- |
| 2007 | Yes I Am! Studiocanal | Erstveröffentlichung: 30. November 2007 |

### Musikvideos
| Jahr | Titel                    | Regisseur(e)                 |
| ---- | ------------------------ | ---------------------------- |
| 2001 | Adriano (Letzte Warnung) | Dani Levy                    |
| 2005 | Bereit                   | Martin Kilger, Sandeep Mehta |
| 2005 | Will We Ever Know?       | Winta Yohannes               |

## Auszeichnungen
- 1 Live Krone
  - 2001: für „Beste Single“ (Adriano)

## Auszeichnungen für Musikverkäufe
Anmerkung: Auszeichnungen in Ländern aus den Charttabellen bzw. Chartboxen sind in ebendiesen zu finden.
| Land/RegionAuszeichnungen für Musikverkäufe (Land/Region, Auszeichnungen, Verkäufe, Quellen) | Gold  | Platin | Verkäufe | Quellen           |
| -------------------------------------------------------------------------------------------- | ----- | ------ | -------- | ----------------- |
| Deutschland (BVMI)                                                                           | Gold1 | —      | 250.000  | musikindustrie.de |
| Insgesamt                                                                                    | Gold1 | —      |          |                   |